# Orthosia dukinfieldi
Orthosia dukinfieldi là một loài bướm đêm trong họ Noctuidae.